# 海壩村

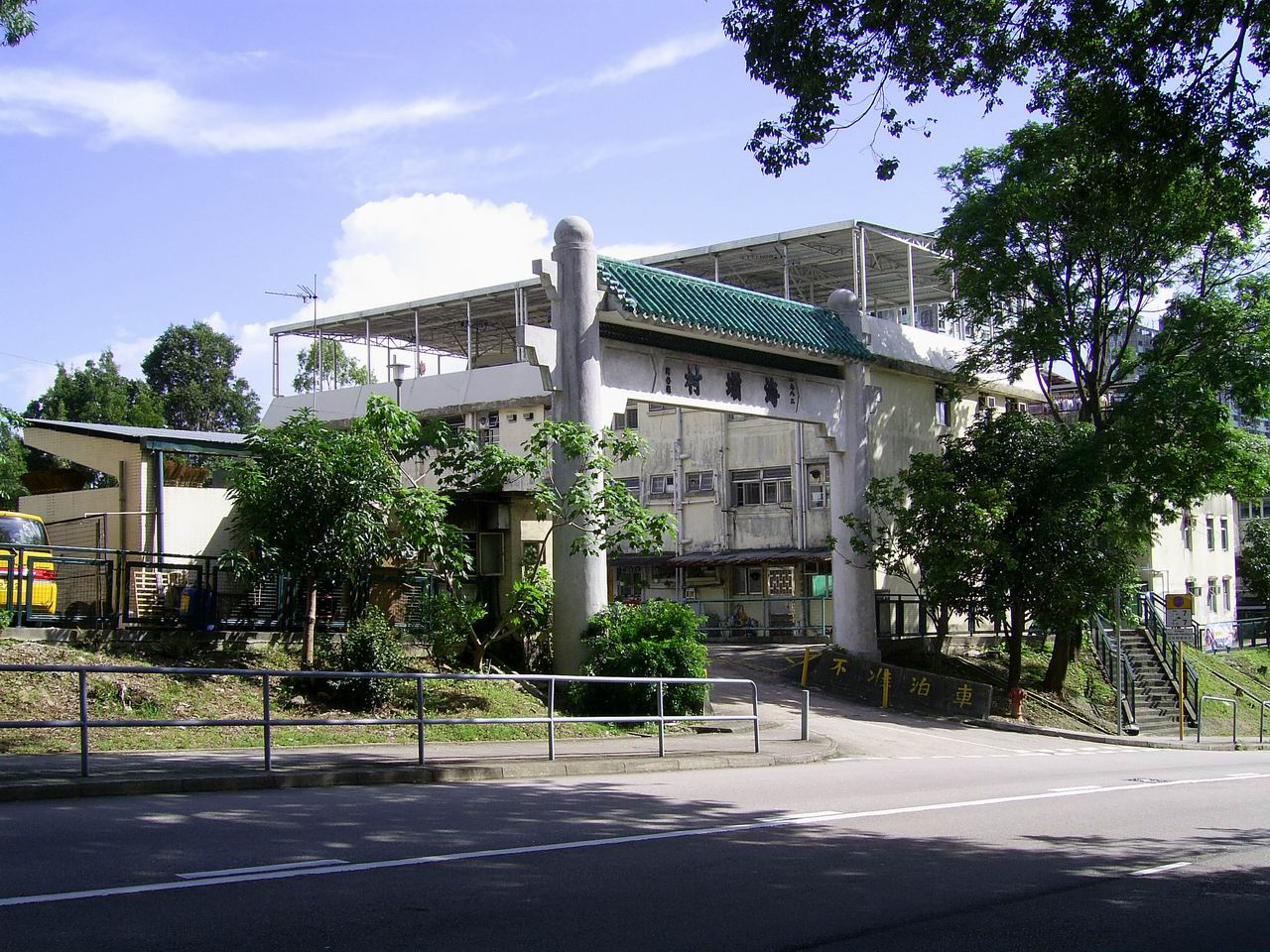
海壩村

海壩村，又寫作海垻村或海埧村，是香港新界荃灣雜姓客家原居民村落，原村建於18世紀至19世紀，為「荃灣四約」（海壩、葵涌、青衣及石圍角）之一，位於德華公園現址。
1982年香港政府發展荃灣市中心，將整條村分別搬到半山的象鼻山路及二陂圳路交界（海壩村）、馬閃排路（海壩村南台與春三園、海壩村東北台）及國瑞路（海壩新村）。
舊址當中的海壩村民宅被列作香港法定古蹟。

## 外部連結
- 荃灣海壩村古屋 - 法定古蹟 （页面存档备份，存于）. 古物古蹟辦事處 （繁體中文）